# Palazzo Sessa-Aldrovandi

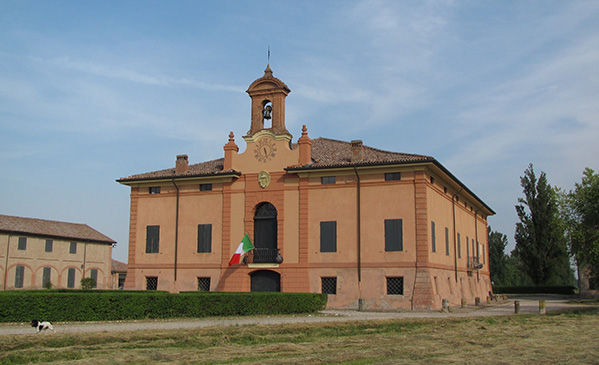
Palazzo Sasso-Aldrovandi

Der Palazzo Sessa-Aldrovandi ist ein Palast in Terre del Reno in der italienischen Region Emilia-Romagna. Zu dem Gebäude an der Corsa Italia 523 im Ortsteil Mirabello führt eine lange Eichenallee. Der Palast war ursprünglich eine der Residenzen des Kardinals Pompeo Aldrovandi auf dem Lande. Heute ist im Erdgeschoss das Museo della Civiltà Contadina „Rodolfo e Luigi Sessa“ (deutsch: Museum der bäuerlichen Zivilisation) untergebracht.

## Geschichte

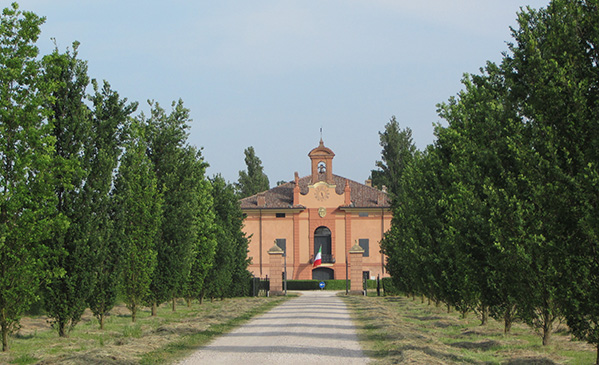
Die Zufahrtsallee zum Palast

Der Palast wurde in der zweiten Dekade des 18. Jahrhunderts im Auftrag von Kardinal Pompeo Aldrovandi als dessen Residenz auf dem Lande errichtet, indem man kleines Haus („Casina“) umbaute, das um die Mitte des 17. Jahrhunderts von den Ruinis, einer Familie, die seit Generationen zu den Senatsfamilien von Bologna gehörten, wie die Aldrovandis, errichtet. Mit dem Projekt wurden die Architekten Franco Maria Angelini und Alfonso Torreggiani beauftragt, die bereits den Palast des Kardinals in Bologna realisiert hatten.
Der Palast in Mirabello war das Zentrum eines weitläufigen, landwirtschaftlichen Anwesens der Aldrovandis, das „L’Impresa“ (deutsch: Das Unternehmen) genannt wurde. Nach der großen Umleitung des Reno zur Bottà Bisacca 1731 wurde das Gebäude 1740 von Deodato Monti, dem Sohn des Faktotums des Kardinals, restauriert und bei dieser Gelegenheit wurden ein kleiner Glockenturm und eine Uhr angebaut; so erhielt der Palast sein heutiges Aussehen: Die Fassade ist durch den regelmäßigen Abstand der Fenster im ersten Obergeschoss gekennzeichnet, denen die quadratischen Öffnungen im Erdgeschoss entsprechen; ein Gesims unterstreicht die horizontale Aufteilung in zwei Stockwerke. Vor dem großen Weg war das Erdgeschoss höher und seine Fenster hatten die gleichen Ausmaße wie die im ersten Obergeschoss. Die beiden Änderungen waren das Resultat der künstlichen Aufschüttung um ca. 1 Meter rund um den Palast (und in der Folge auch im Inneren des Palastes), die 1732 durchgeführt wurde. Die Aufschüttung wurde notwendig, um den Palast vor den Überschwemmungen des Reno zu schützen, die ihn nach der Umleitung von 1731 häufig bedrohten. Die signifikanten alluvialen Ablagerungen, die dadurch zurückblieben, hatten tatsächlich die Mikroschichtung der Ebene wesentlich verändert.
1878 kaufte der Industrielle Carlo Sessa aus Mailand den Palast und von da blieb er in Besitz der Familie Sessa.